# فرانك دويل
فرانك دويل (بالإنجليزية: Frank Doyle)‏ هو سياسي أسترالي، ولد في 17 يونيو 1922 في أستراليا، وتوفي في 13 مارس 1984. حزبياً، نشط في حزب العمال الأسترالي. وقد انتخب عضو مجلس النواب الأسترالي عن دائرة Division of Lilley ‏ (2 ديسمبر 1972 – 18 مايو 1974).